# Jessica Keenan Wynn
Jessica Keenan Wynn, nacida Jessica Keenan Armstrong (Los Ángeles, California, 12 de junio de 1986) es una actriz y cantante estadounidense. Es conocida por sus papeles como Heather Chandler en la producción off-Broadway de Heathers: The Musical y la joven Tanya en Mamma Mia! Here We Go Again.

## Vida personal
Wynn es la hija de Edwyna "Wynnie" Wynn y Roger Armstrong. Su apellido legal es Armstrong, pero lo cambió para conservar el nombre Wynn.
Es sobrina del actor Ned Wynn y de la guionista Tracy Keenan Wynn; nieta de Keenan Wynn, de quien recibió su nombre; bisnieta del comediante Ed Wynn; y tataranieta de Frank Keenan, todos ellos actores destacados.

## Teatro
| Año             | Título                                   | Papel                  | Notas                                                        |
| --------------- | ---------------------------------------- | ---------------------- | ------------------------------------------------------------ |
| 2011            | Life Could Be a Dream                    | Luisa                  | Los Ángeles                                                  |
| 2012            | Los miserables                           | Conjunto (u/s Fantine) | Gira Nacional del 25º Aniversario (como actriz de reemplazo) |
| 2014            | Heathers: The musical                    | Brezo Chandler         | Fuera de Broadway                                            |
| 2015-2018, 2019 | Beautiful: The Carole King Musical       | Cynthia Weil           | Broadway (como actriz de reemplazo)                          |
| 2020            | A Killer Party: A Murder Mystery Musical | Caso Justine           | Serie web musical                                            |

## Filmografía

### Películas
| Año  | Título                      | Papel            | Notas        |
| ---- | --------------------------- | ---------------- | ------------ |
| 2018 | Mamma Mia! Here We Go Again | Joven Tanya      |              |
| 2020 | The Mimic                   | La bibliotecaria |              |
| 2021 | Clifford the Big Red Dog    | Colette          |              |
| TBA  | The Delicate Medium         | La agente        | Cortometraje |

### Televisión
| Año       | Título                    | Papel                          | Notas            |
| --------- | ------------------------- | ------------------------------ | ---------------- |
| 1987      | The Golden Girls          | Emily                          | 1 episodio       |
| 2014      | The Knick                 | Sister Theresa                 | 1 episodio       |
| 2015      | Forever                   | Dina                           | 1 episodio       |
| 2016      | The Mysteries of Laura    | Ingrid                         | 1 episodio       |
| 2016      | Billions                  | Cheryl                         | 1 episodio       |
| 2022-2024 | The Ghost and Molly McGee | Fiona Dorothea Davenport (voz) | Papel recurrente |